# Equação barométrica
A equação barométrica descreve a repartição vertical das moléculas de gás na atmosfera terrestre, e como tal, a variação da pressão (e da densidade) em função da altitude.
Face à dinâmica do clima nas camadas inferiores da atmosfera, o máximo que se consegue é uma aproximação matemática à variação da pressão vertical. Supõe-se assim que perto do nível do mar a pressão diminui um hectopascal quando a altitude aumenta oito metros.

## Dedução da equação
Por cada aumento de altura igual a dz há um aumento de pressão do gás igual a dP.
{\displaystyle dP\;=\;P_{z+dz}\;-\;P_{z}}
({\displaystyle dP}=variação de pressão, {\displaystyle P_{z+dz}}=Pressão no ponto de altitude z+dz, {\displaystyle P_{z}}=Pressão à altitude de z)
O que equivale à fórmula:
{\displaystyle dP\;=\;{\frac {massa\;do\;g{\acute {a}}s\;de\;z+dz\;ate\;\infty }{A}}\;\cdot \;g-{\frac {massa\;de\;g{\acute {a}}s\;de\;z\;at{\acute {e}}\;\;\infty }{A}}\;\cdot \;g}
(A=Área na qual se exerce a força, g=aceleração da gravidade)
{\displaystyle dP\;=\;{\frac {massa\;do\;g{\acute {a}}s\;de\;z\;at{\acute {e}}\;z+dz}{A}}\;\cdot \;g}
{\displaystyle dP\;=\;-{\frac {\rho _{z}\;\cdot \;A\;\cdot \;dz}{A}}\;\cdot \;g\;=\;-\rho _{z}\;\cdot \;g\cdot \;dz}
({\displaystyle \rho _{z}}=massa volúmica do gás, admitindo que é constante entre a altitude z e z+dz)
Tendo em conta que a massa volúmica {\displaystyle \rho _{z}} de um gás perfeito de massa molar M é: 
{\displaystyle \rho _{z}\;=\;{\frac {MP_{z}}{RT}}}
(R=constante universal dos gases perfeitos)
obtém-se finalmente a equação barométrica: 
{\displaystyle P\;=\;P_{0}\;e^{\frac {-Mg(z-z_{0})}{RT}}}
({\displaystyle P_{0}} é a pressão na altitude {\displaystyle z_{0}})